# Ataque aéreo de Azizabad
El ataque aéreo de Azizabad tuvo lugar el 22 de agosto de 2008 en el pueblo de Azizabad que se encuentra en el distrito de Shindand, provincia de Herat, Afganistán. Se estima que durante el ataque murieron entre 78 y 92 civiles, la mayoría niños, y fueron dañadas o destruidas varias estructuras del pueblo, incluyendo viviendas, aunque sigue existiendo cierta controversia sobre la exactitud de estas cifras. El objetivo del ataque aéreo era matar a un comandante talibán.